# Боливар, Настасья
Наста́сья Изабе́лла Болива́р Сифуэ́нтес (исп. Nastassja Isabella Bolívar Cifuentes; род. 24 октября 1988, Майами, Флорида) — никарагуанская модель, «Мисс Никарагуа 2013», участница конкурса «Мисс Вселенная 2013».

## Биография
Настасья Боливар родилась 24 октября 1988 года в Майами в семье колумбийца и никарагуанки.
22 мая 2011 года она выиграла конкурс «Nuestra Belleza Latina», который транслировался на телеканале «Univision». 
2 марта 2013 года Боливар выиграла национальный конкурс красоты «Мисс Никарагуа», что позволило ей принимать участие на международном конкурсе красоты «Мисс Вселенная 2013», который проходил в Москве. По итогам конкурса Настасья вошла в топ-16 финалисток и получила специальную награду за «Лучший национальный костюм» и была награждена кредитной картой на сумму 5000 долларов от банка «Русский стандарт».